# Плидерхаузен
Плидерхаузен (њем. Plüderhausen) општина је у њемачкој савезној држави Баден-Виртемберг. Једно је од 31 општинског средишта округа Ремс-Мур. Према процјени из 2010. у општини је живјело 9.440 становника. Посједује регионалну шифру (AGS) 8119055.

## Географски и демографски подаци
Плидерхаузен се налази у савезној држави Баден-Виртемберг у округу Ремс-Мур. Општина се налази на надморској висини од 274 метра. Површина општине износи 26,1 km². У самом мјесту је, према процјени из 2010. године, живјело 9.440 становника. Просјечна густина становништва износи 361 становника/km².

## Међународна сарадња
| Мјесто   | Држава   | Врста сарадње | Од    |
| -------- | -------- | ------------- | ----- |
| Нађмањок | Мађарска | партнерство   | 2000. |
| Извор    |          |               |       |